# Cleveland (Teksas)
Cleveland – miasto w Stanach Zjednoczonych, w stanie Teksas, w hrabstwie Liberty.

## Demografia
Według przeprowadzonego przez United States Census Bureau spisu powszechnego w 2010 miasto liczyło 7 675 mieszkańców, co oznacza wzrost o 0,9% w porównaniu do roku 2000. Natomiast skład etniczny w mieście wyglądał następująco: Biali 59,1%, Afroamerykanie 24,0%, Azjaci 1,3%, pozostali 15,6%.